# Zimiromus rabago
Zimiromus rabago Platnick & Shadab, 1976 è un ragno appartenente alla famiglia Gnaphosidae.

## Etimologia
Il nome della specie deriva dalla località colombiana di rinvenimento degli esemplari dall'11 al 14 aprile 1968: San Sebastian de Rabago.

## Caratteristiche
L'olotipo maschile rinvenuto ha lunghezza totale è di 3,74-4,36mm; la lunghezza del cefalotorace è di 1,69-1,81mm; e la larghezza è di 1,38-1,45mm.

## Distribuzione
La specie è stata reperita nella Colombia settentrionale: l'olotipo maschile è stato rinvenuto a 2000 metri di altitudine nel villaggio di San Sebastian de Rabago, nella Sierra Nevada de Santa Marta, appartenente al dipartimento di Magdalena.

## Tassonomia
Al 2016 non sono note sottospecie e dal 1976 non sono stati esaminati nuovi esemplari.